# 东关街街道
东关街街道，是中华人民共和国甘肃省武威市凉州区下辖的一个乡镇级行政单位。

## 行政区划
东关街街道下辖以下地区：
福利路社区、富民社区、寺巷子社区和东关花园社区。